# Tournefortia latisepala
Tournefortia latisepala là loài thực vật có hoa trong họ Mồ hôi. Loài này được Nowicke miêu tả khoa học đầu tiên năm 1974.